# フェスタ・フェスタ -世界はひとつII-
『フェスタ・フェスタ』-世界はひとつII-（フェスタ・フェスタ せかいはひとつツー）は宝塚歌劇団の舞台作品。星組公演。
形式名は「グランド・レビュー」。17景。
併演作品は『恋の冒険者たち』。

## 解説
※『宝塚歌劇100年史（舞台編）』の宝塚大劇場公演のページを参照
リオのカーニバル、阿波踊り、ヴェネツィアのゴンドラ祭り、サーカス祭り等、世界の祭りを題材にした作品。リオのカーニバルの最中に、三人のピエロが100万ドルの富くじに当たり、それぞれ世界各地の祭りに招待されることになるという設定で展開された作品。
当時、宝塚ファミリーランド内の「大人形館」が3月1日にリニューアルオープンしたことに因んで作られた。
PL花火の映像も何場面が舞台に登場した。

## 公演期間と公演場所
- 1980年3月27日 - 5月13日[1]　宝塚大劇場
- （東京宝塚劇場未公演）

## スタッフ
- 作・演出：内海重典[1]
- 音楽[2]：寺田瀧雄、中元清純、入江薫、河崎恒夫
- 音楽指揮：野村陽児[2]
- 振付[2]：喜多弘、岡正躬、朱里みさを、名倉加代子
- 装置：石浜日出雄[2]
- 衣装：静間潮太郎[2]
- 照明：今井直次[3]
- 音響：松永浩志[3]
- 小道具：上田特市[3]
- 効果：坂上勲[3]
- パラバルーン指導：水谷英三[3]
- 演出補：太田哲則[3]
- 演出助手：石田昌也[3]
- 制作：久国高[3]